# James Douglas (7e comte de Douglas)
James Douglas (dit le Gros, en anglais the Gross)  (vers 1371 – 10 mars 1443), est un baron écossais. Il fut seigneur de Douglas, et 7e comte de Douglas.

## Biographie

### Ascension
Son ascension politique commence en 1402 lorsque son frère aîné Archibald Douglas est capturé par les Anglais à la bataille de Homildon Hill. James devient de facto le chef du clan Douglas jusqu'à la libération de son frère en 1409.
À partir de 1420, il sert d'intermédiaire entre le roi Jacques Ier, emprisonné en Angleterre, et le régent Murdoch Stuart. Il accueille le roi lorsqu'il est libéré en 1424. 
Il juge et condamne à mort Murdoch Stuart en 1425 avec l'assistance de son neveu Archibald Douglas. Récompensé par le roi, il reçoit des terres en 1426. Son fils aîné William est adoubé par le roi en 1430. James est nommé shérif du Lanarkshire en 1435. Peu avant son assassinat en 1437, le roi le crée comte d'Avondale.

### Machinations politiques
À la mort du roi, son fils aîné Jacques II accède au trône. Mais il n'a que sept ans et c'est le comte de Douglas qui devient gardien de l'Écosse jusqu'à sa mort en 1439. Son fils aîné William, qui n'est âge que de quinze ans, hérite de ses terres.
Une nouvelle régence s'établit alors entre James Douglas, Alexandre Livingstone et William Crichton. Inquiets de l'ascendance que prend le nouveau comte de Douglas sur le jeune roi, les régents l'invitent avec son jeune frère David à venir diner avec le roi au château d'Édimbourg afin d'apaiser les tensions. Les jeunes gens pleins d'insouciance acceptent la proposition. Le 25 novembre 1440, à la fin du banquet, William et David Douglas sont arrêtés et après un simulacre de procès immédiatement exécutés dans la cour du château d'Édimbourg avec leur ami et conseiller  Malcolm Fleming de Biggar et Cumbernauld, malgré les protestations du jeune roi.
Cette exécution permet à James d'hériter du titre de comte de Douglas et de ses vastes possessions. Il meurt en 1443 à l'âge avancé de 72 ans. Son fils aîné William hérite de ses titres.

## Union et postérité
James Douglas épouse avant mars 1426, Beatrix Sinclair (mort en ou avant 1463), fille de Henry II Sinclair comte des Orcades. Il laisse cinq fils dont les deux aînés seront successivement comte de Douglas et comte d'Avondale :
- William Douglas, assassiné en 1452.
- James Douglas.
- Archibald Douglas, comte de Moray, en droit de sa femme de 1442 à 1452, tué en 1455
- Hugh Douglas, comte d'Ormonde, exécuté en 1455
- John Douglas, sir de Balvenie, exilé en 1455, mort en 1463.
- Janet Douglas épouse Robert Fleming